# Kaplica św. Marcina w Baħriji
Kaplica świętego Marcina, biskupa Tours (malt. Il-knisja l-antika ta’ San Martin ta’ Tours, ang. St Martin’s Chapel) – rzymskokatolicka kaplica w wiosce Baħrija, będącej administracyjnie częścią Rabatu na Malcie.  

## Historia
Pierwsza kaplica została zbudowana prawdopodobnie w XV wieku; tak właśnie podaje w swoim raporcie biskup Pietro Dusina, delegat apostolski na Malcie w 1575. Kaplica nie miała potrzebnych rzeczy do Eucharystii, dlatego msza święta odprawiana była jedynie w święto jej patrona. Biskup zobowiązał proboszcza z Rabatu, któremu podlegała kaplica, do naprawienia drzwi, oraz zachęcenia mieszkańców do uczestniczenia w obrzędach. W 1615 biskup Baldassare Cagliares zdesakralizował i zamknął kaplicę, gdyż żadne z zaleceń Dusiny nie zostało wykonane. W 1643 kaplica została znów otwarta. W 1668 opiekunem kaplicy został Gusman Cumbo Navarra. Około 1684 w raporcie z wizytacji biskupiej zanotowano, że kaplica została przez niego przebudowana, uzyskując kształt widziany współcześnie. Od tamtego czasu do roku 1989 kaplica była pod opieką i zarządem parafii św. Pawła w Rabacie. Kiedy w Baħriji zbudowano nowy kościół, zajął on miejsce lokalnej świątyni, przejmując jednocześnie kaplicę pod swoją opiekę.

## Architektura

### Wygląd zewnętrzny

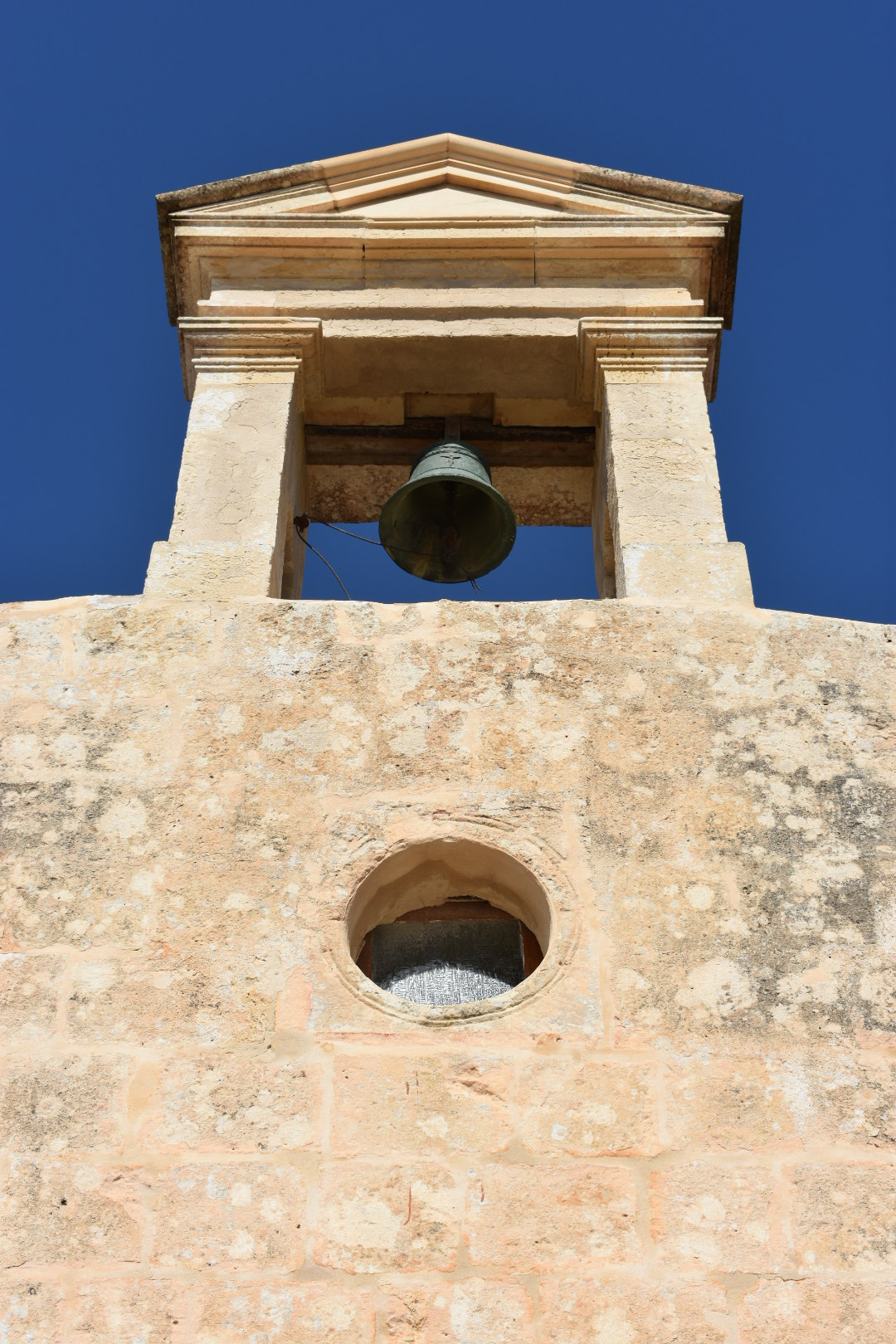
Oculus z górującą dzwonnicą

Fasada tej kaplicy jest raczej surowa i gładka, prostokątna w kształcie, z lekko spadzistym dachem. W fasadzie znajdują się prostokątne drzwi, ponad którymi wystaje prosty gzyms. Pomiędzy drzwiami i szczytem dachu umieszczony jest niewielki oculus, doświetlający wnętrze kaplicy. Po prawej stronie drzwi znajduje się tablica z napisem „Non Gode l'Immunita Ecclesias”. Nad fasadą centralnie umieszczona jest, dobudowana w 1946, dzwonnica parawanowa jednołukowa, przykryta trójkątnym frontonem, rażąco niewspółgrająca z fasadą. Dzwonnica mieści dzwon o nazwie „Martina”. Przed kaplicą mały prostokątny placyk, otoczony niewysokim murkiem z bramką. Do boków kaplicy dobudowane w 1906 dwa prostokątne skrzydła, mieszczące zakrystię, oraz pomieszczenia dla księdza, który przyjeżdżał z Rabatu, aby odprawić mszę świętą.

### Wnętrze
Wewnątrz kaplica ma prostokątny kształt i jest zadaszona sklepieniem kolebkowym, spoczywającym na siedmiu łukach, wznoszących się z wysoko umieszczonego gzymsu, który obiega cztery ściany kaplicy. Jedyny ołtarz kaplicy znajduje się naprzeciw głównego wejścia. Na nim włoskie marmurowe tabernakulum, które w 1960 zastąpiło stare, kamienne.

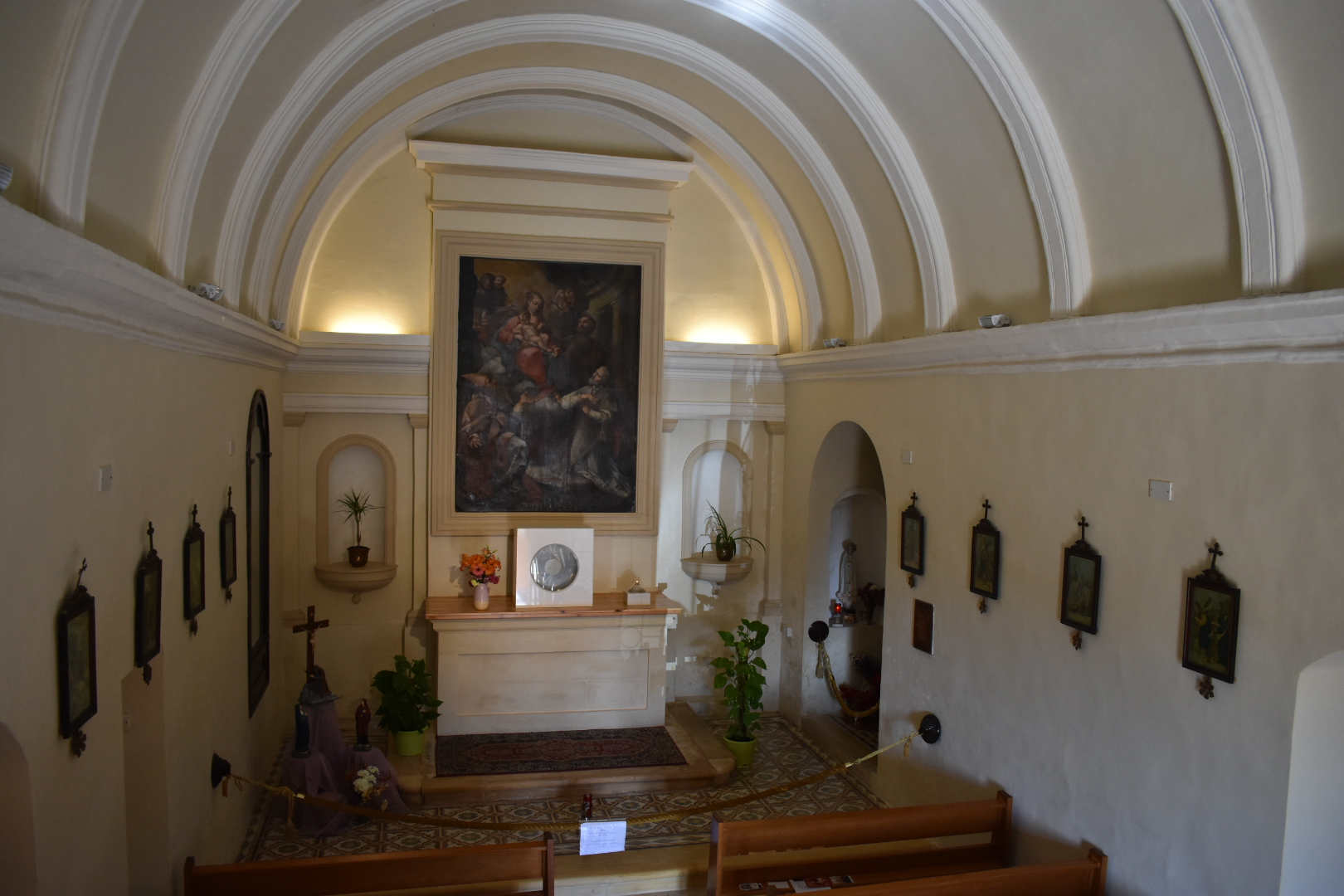
Wnętrze kaplicy

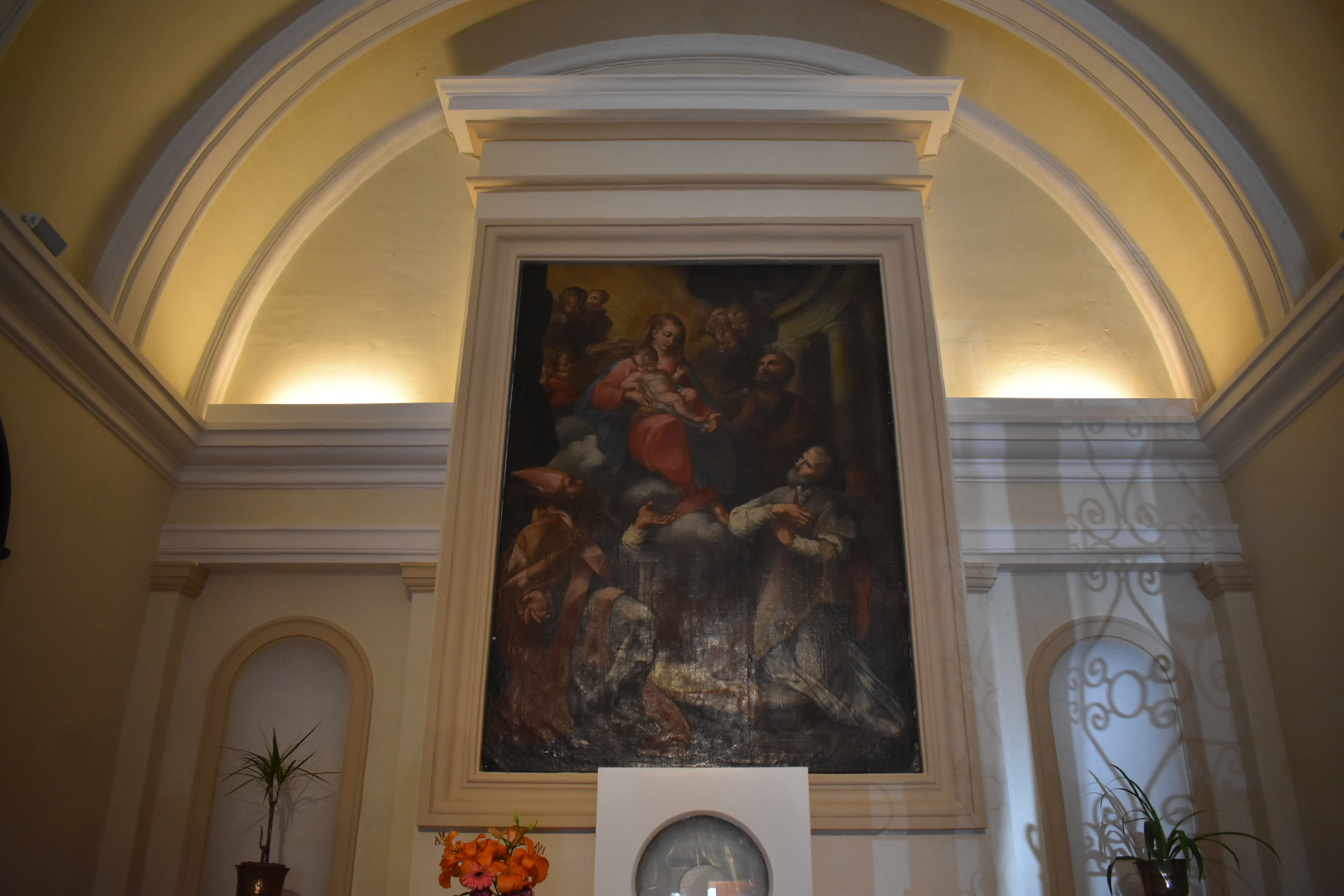
Obraz tytularny kaplicy

 Ponad nim duży obraz przedstawiający Matkę Bożą z małym Jezusem na kolanach, w otoczeniu św. Marcina biskupa, św. Jakuba Apostoła oraz św. Filipa Neri. Obraz wykonany został w 1735 przez Francesco Zahrę. Po bokach ołtarza dwie niewielkie nisze. Na ścianach kaplicy stacje Via Crucis. Kaplica posiada również statuę św. Marcina, wykonaną w 1947 przez rzeźbiarza z Bormli, Gużeppa Caruanę, zwanego Marċol.
Podłoga kaplicy wykonana została z wzorzystych płytek cementowych. Wewnątrz, nad głównym wejściem do kaplicy znajduje się niewielka galeria, do której prowadzą wąskie spiralne schody.

## Świątynia dzisiaj
W 2012 kaplica została gruntownie odrestaurowana. Dziś w kaplicy odprawiane są msze święte w soboty o godzinie 18:30. W niedzielę najbliższą 11 listopada, kiedy przypada święto patronalne świątyni, kaplica jest włączona w lokalną zabawę z tej okazji.

## Ochrona dziedzictwa kulturowego
W 1998 kaplica uznana została przez Malta Environment and Planning Authority za zabytek 1. klasy, zaś otaczający ją teren za obszar o znaczeniu archeologicznym. Od 27 czerwca 2014 budynek świątyni umieszczony jest na liście National Inventory of the Cultural Property of the Maltese Islands pod nr. 2325.